# Folketingets Transportudvalg
Folketingets Transport-, Bygnings- og Boligudvalg (i daglig tale Transportudvalget, indtil oktober 2016 benævnt Transport- og Bygningsudvalget, indtil oktober 2015 officielt benævnt Transportudvalget, indtil oktober 2011 benævnt Trafikudvalget), er ét af Folketingets stående udvalg (dvs. faste udvalg).
Transportudvalget arbejder med en lang række emner inden for Transportministeriets område. Det gælder fx jernbaner, veje, godstransport, taxakørsel, buskørsel, kollektiv trafik, broer og tunneller, færgefart, luftfart, havne, kystsikring og postomdeling. 
Lennart Damsbo-Andersen fra Socialdemokratiet er p.t. (juni 2018) formand for Transportsudvalget.